# Cinque Nazioni 1912
Il Cinque Nazioni 1912 (in inglese 1912 Five Nations Championship; in francese Tournoi des Cinq Nations 1912; in gallese Pencampwriaeth y Pum Gwlad 1912) fu la 3ª edizione del torneo annuale di rugby a 15 tra le squadre nazionali di Francia, Galles, Inghilterra, Irlanda e Scozia, nonché la 30ª in assoluto considerando anche le edizioni dell'Home Nations Championship.
Per la quarta volta il titolo fu condiviso, nella fattispecie tra Inghilterra e Irlanda, rispettivamente al loro suo settimo e quinto successo.
Gli irlandesi completarono il loro torneo con tre gare d'anticipo sul resto delle concorrenti con tre vittorie e una sconfitta, mentre l'Inghilterra dovette attendere l'ultimo turno, che si disputò eccezionalmente di lunedì al Parco dei Principi di Parigi, per raggiungere gli avversari dopo aver vinto in casa della Francia, al suo secondo whitewash nel torneo.
Il valore delle marcature, come stabilito dall’IRFB nel 1905, era: 3 punti per ciascuna meta (5 se trasformata), 3 punti per la realizzazione di ciascun calcio piazzato o mark, 4 punti per la realizzazione di ciascun drop.

## Nazionali partecipanti e sedi
| Squadra     | Città           | Impianto interno                    |
| ----------- | --------------- | ----------------------------------- |
| Francia     | Parigi          | Parco dei Principi                  |
| Galles      | Newport Swansea | Rodney Parade St. Helen's           |
| Inghilterra | Londra          | Twickenham                          |
| Irlanda     | Belfast Dublino | Balmoral Showgrounds Lansdowne Road |
| Scozia      | Edimburgo       | Inverleith Sports Ground            |

## Risultati
| Arbitro: | Arthur Jones |

|                  |    |                     |
| Dufau Simonpaoli | mt | Foster Lloyd Taylor |
|                  | tr | Lloyd               |

| Arbitro: | J.T. Tulloch |

|              |    |  |
| Brougham Pym | mt |  |
| Chapman      | tr |  |

| Arbitro: | John Coffey |

|                                         |      |           |
| Gunn Pearson Sutherland (2) Turner Will | mt   | Communeau |
| Turner (5)                              | tr   |           |
| Person                                  | c.p. |           |

| Arbitro: | Frank Potter-Irwin |

|                      |      |             |
| Hirst Morgan Plummer | mt   | Milroy Will |
| Bancroft (2)         | tr   |             |
| Birt Trew            | drop |             |

| Arbitro: | Tom Schofield |

|                                      |    |  |
| Birkett Brougham Poulton Roberts (2) | mt |  |

| Arbitro: | Frank Potter-Irwin |

|        |      |             |
| Foster | mt   | Turner Will |
|        | tr   | MacCallum   |
| Lloyd  | c.p. |             |
| Lloyd  | drop |             |

| Arbitro: | Jack Dallas |

|               |      |          |
| Brown MacIvor | mt   | Davies   |
| Lloyd         | tr   | Bancroft |
| Lloyd         | drop |          |

| Arbitro: | Fred Gardiner |

|                  |    |         |
| Sutherland Usher | mt | Holland |
| MacCallum        | tr |         |

| Arbitro: | Arthur Jones |

|                                |    |                  |
| E. Davies (2) J. Jones Plummer | mt | Larribau Lesieur |
| H. Thomas                      | tr | Boyau            |

| Arbitro: | Tom Schofield |

|                |      |                                  |
| Dufau Failliot | mt   | Birkett Brougham Eddison Roberts |
| Boyau          | tr   | Pillman                          |
|                | drop | Coverdale                        |

## Classifica
| Pos | Squadra     | G | V | N | P | PF | PS | DP  | Pt |
| --- | ----------- | - | - | - | - | -- | -- | --- | -- |
| 1   | Inghilterra | 4 | 3 | 0 | 1 | 44 | 16 | +28 | 6  |
| 2   | Irlanda     | 4 | 3 | 0 | 1 | 33 | 34 | −1  | 6  |
| 3   | Scozia      | 4 | 2 | 0 | 2 | 53 | 37 | +16 | 4  |
| 4   | Galles      | 4 | 2 | 0 | 2 | 40 | 34 | +6  | 4  |
| 5   | Francia     | 4 | 0 | 0 | 4 | 25 | 74 | −49 | 0  |